# Amir Karić
Amir Karić (Velenje, Eslovènia, 31 de desembre de 1973) és un futbolista eslovè que disputà 64 partits amb la selecció d'Eslovènia.